# 陳必亭
陳必亭（1945年11月—），男，汉族，江苏阜宁人，中华人民共和国政治人物，神華集團有限責任公司及神華能源股份有限公司原董事長，現任益海嘉里投資董事長。

## 生平
1945年出生於江蘇省。畢業於中国科学技术大学專業学位。在2000年委任神華集團有限責任公司若干管理層前，曾任中国科学技术大学黨委常委、團委書記、安徽省團委副書記，中共盐城市委常委、副市長，江苏省人民政府副秘書長，兼省計經委主任，黨組書記，江蘇省副省長等政府職位。